# 挾間町鬼瀬
挾間町鬼瀬（はさままちおにがせ）とは、大分県由布市内の大字。郵便番号は879-5521。

## 地理
由布市の東部に位置し、大分川の北岸に位置する。挾間町時松、挾間町向原、庄内町櫟木と接し、大分川をはさんで挾間町篠原、挾間町谷と接する。

## 歴史
- 1954年10月1日 - 大分郡挾間村・谷村・石城川村・由布川村が合併し、挾間村が成立。（大分郡挾間村）
- 1955年4月1日 - 町制施行し、挾間町となる。（大分郡挾間町大字鬼瀬）
- 2005年10月1日 - 挾間町・庄内町・湯布院町で新設合併、市政施行で由布市が成立。大字表記および、小字、「番地の」の「の」が廃止される。（由布市挾間町鬼瀬）[3]。

## 小・中学校の学区
市立小・中学校に通う場合、学区は以下の通りとなる。
| 町名       | 小学校             | 中学校             |
| ---------- | ------------------ | ------------------ |
| 挾間町鬼瀬 | 由布市立挾間小学校 | 由布市立挾間中学校 |

## 交通

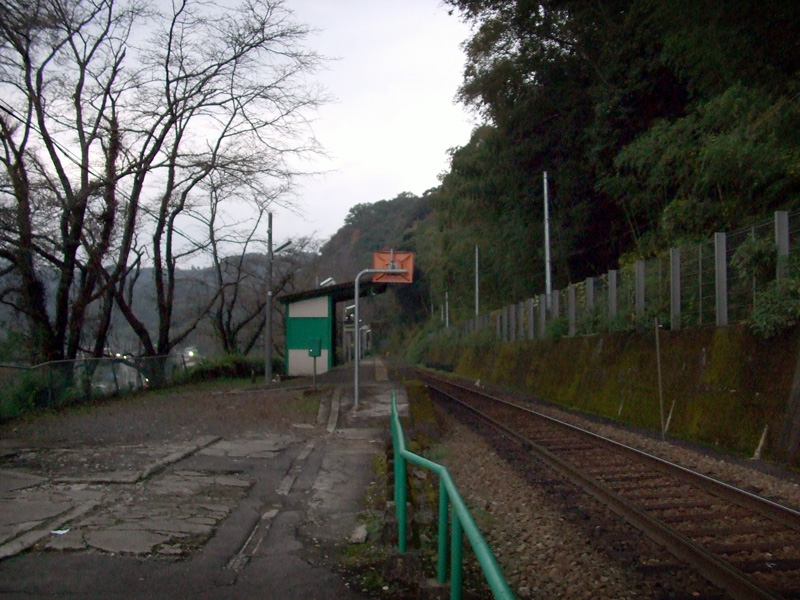
鬼瀬駅

### 鉄道
JR久大本線が通っている。鬼瀬駅が置かれている。

### バス
かつては大分バスが運行していたが、2009年以降、由布市コミュニティバスに転換している（一部竹田市コミュニティバス）。

### 道路
- 国道210号
- 大分県道626号中村鬼瀬停車場線

## 施設
- 篠原ダム
- JR鬼瀬駅
- 初瀬井路
- 陣屋の里